# Kandet Diawara
Kandet Diawara, né le 10 février 2000 à Lille, est un footballeur international guinéen qui joue au poste de ailier gauche au 1. FC Magdebourg.

## Biographie

### Carrière en club

#### Jeunesse et formation au RC Lens
Kandet Diawara est né le 10 février 2000 à Lille, de parents guinéens dont le père est originaire de Boké et la mère de Kindia.
Il débute le football à l'âge de 9 ans au RC Lille Bois Blancs où il restera pendant une année avant de rejoindre en 2010 l'Iris Club Lambersart. A l'âge de 12 ans, il est repéré par le RC Lens et intègre le centre de formation du club artésien. Il y suit toute sa formation et joue à partir de la saison 2017/2018 en équipe réserve mais n'effectue que des rentrées en fin de match. La saison suivante, il intègre progressivement l'équipe réserve et est titularisé à 5 reprises et jouera au total 8 matchs en délivrant une passe décisive. 
La saison suivante, il devient un titulaire de l'équipe puisqu'il jouera l'entièreté des matchs pour 2 buts inscrits et une passe décisive délivrée. Cependant, il ne parviendra pas durant cette période à intégrer le groupe professionnel du RC Lens, en effet il se retrouvera qu'une seule fois sur le banc lensois lors d'un match de Coupe de la Ligue, sans rentrer en jeu.

#### Départ à Chypre
En 2021, il quitte le centre de formation du RC Lens et part terminer sa formation sur l'île de Chypre où il rejoint le Podosfairikos Omilos Xylotymbou 2006, club de seconde division chypriote où il jouera 12 matchs pour 1 but inscrit. Il n'y restera qu'une seule demi-saison puisqu'il s'engage avec l'APOEL Nicosie, jouant en première division chypriote. Pour sa première saison à Nicosie, il n'apparaîtra qu'à 7 reprises, effectuant des rentrées en fin de match.
N'étant pas parvenu à s'imposer à l'APOEL Nicosie, il est prêté au Énosis Néon Paralímni pour une saison. C'est dans ce club que Kandet Diawara va s'imposer et exploser, devenant un titulaire indiscutable en première division chypriote. Il jouera 37 matchs de championnat pour 5 buts inscrits et 1 passe décisive délivrée mais ne pourra empêcher la descente de l'Énosis Néon Paralímni en deuxième division chypriote.  

#### Retour en France, au Havre
En fin de contrat avec l'APOEL Nicosie et après une excellente saison à Chypre, Diawara retourne en France et signe un contrat de 3 ans au Havre AC, champion de Ligue 2 et promu en Ligue 1. Néanmoins, durant la première partie de saison, il ne parvient pas s'imposer en équipe première et ne jouera aucun match de Ligue 1 et jouera uniquement en Coupe de France où il rentrera en jeu en fin de match face à Châteauroux.

#### Prêt à l'US Concarneau
Le 30 janvier 2024, Diawara est prêté à l'US Concarneau, club de Ligue 2 jusqu'à la fin de la saison 2023-2024, lui permettant d'engranger du temps de jeu. Il connaît sa première titularisation face au Valenciennes FC et le 2 mars, il inscrit son premier but face à l'USL Dunkerque. Il termine son prêt convaincant avec 2 buts inscrits et une passe décisive délivrée et aura pu mettre en évidence ses qualités de jeu.

#### Retour en Normandie et débuts en Ligue 1
A la fin de la saison Diawara retourne au Havre AC où lors de la 1re journée de la saison 2024-2025 il fait ses débuts en Ligue 1, remplaçant Yassine Kechta à la 87e minute face au Paris SG.

#### Nouveau prêt en Ligue 2 à Pau
Après un premier prêt convaincant à Concarneau, Diawara est de nouveau prêté en Ligue 2, cette fois-ci au Pau FC pour une saison avec option d'achat.

### Carrière en sélection
En 2018, alors qu'il est en formation au RC Lens, il est sélectionné pour jouer en équipe de France U18 et joue son premier match face à l'Allemagne où il rentre en jeu. Il connaît sa première titularisation lors d'un second match face à l'Allemagne. Au total, Diawara connaît 5 sélections en équipe de France U18, uniquement des matchs amicaux.
En février 2023, Kandet Diawara, possédant les nationalités françaises et guinéennes, annonce vouloir jouer avec l'équipe de Guinée plutôt qu'avec l'équipe de France. En mars 2024, il est sélectionné par l'équipe de Guinée pour participer à la FIFA Series. Pour son premier match avec l'équipe nationale guinéenne, il inscrit son premier but en sélection.

## Statistiques
| Saison                | Club                  | Championnat           | Championnat | Championnat | Championnat | Coupe nationale | Coupe nationale | Coupe nationale | Coupe de la Ligue | Coupe de la Ligue | Coupe de la Ligue | Guinée | Guinée | Guinée | Total | Total | Total |
| Saison                | Club                  | Division              | M.          | B.          | P.d.        | M.              | B.              | P.d.            | M.                | B.                | P.d.              | M.     | B.     | P.d.   | M.    | B.    | P.d.  |
| 2018                  | RC Lens rés.          | National 2            | 5           | 0           | 0           | -               | -               | -               | -                 | -                 | -                 | -      | -      | -      | 5     | 0     | 0     |
| 2018-2019             | RC Lens rés.          | National 2            | 8           | 0           | 1           | -               | -               | -               | -                 | -                 | -                 | -      | -      | -      | 8     | 0     | 1     |
| 2019-2020             | RC Lens rés.          | National 2            | 19          | 2           | 1           | -               | -               | -               | -                 | -                 | -                 | -      | -      | -      | 19    | 2     | 1     |
| Sous-total            | Sous-total            | Sous-total            | 34          | 2           | 2           | 0               | 0               | 0               | 0                 | 0                 | 0                 | 0      | 0      | 0      | 34    | 2     | 2     |
| 2019-2020             | RC Lens               | Ligue 2               | 0           | 0           | 0           | 0               | 0               | 0               | 0                 | 0                 | 0                 | -      | -      | -      | 0     | 0     | 0     |
| Sous-total            | Sous-total            | Sous-total            | 0           | 0           | 0           | 0               | 0               | 0               | 0                 | 0                 | 0                 | 0      | 0      | 0      | 0     | 0     | 0     |
| 2021                  | POX 2006              | 2nde division         | 12          | 1           | 0           | -               | -               | -               | -                 | -                 | -                 | -      | -      | -      | 12    | 1     | 0     |
| Sous-total            | Sous-total            | Sous-total            | 12          | 1           | 0           | 0               | 0               | 0               | 0                 | 0                 | 0                 | 0      | 0      | 0      | 12    | 1     | 0     |
| 2021-2022             | APOEL Nicosie         | Championnat           | 7           | 0           | 1           | 1               | 0               | 0               | -                 | -                 | -                 | -      | -      | -      | 8     | 0     | 1     |
| 2022                  | APOEL Nicosie         | Championship Round    | 3           | 0           | 0           | -               | -               | -               | -                 | -                 | -                 | -      | -      | -      | 3     | 0     | 0     |
| Sous-total            | Sous-total            | Sous-total            | 10          | 0           | 1           | 1               | 0               | 0               | 0                 | 0                 | 0                 | 0      | 0      | 0      | 11    | 0     | 1     |
| 2022-2023             | Énosis Néon Paralímni | Championnat           | 23          | 3           | 1           | 2               | 0               | 1               | -                 | -                 | -                 | -      | -      | -      | 25    | 3     | 2     |
| 2023                  | Énosis Néon Paralímni | Relegation Round      | 14          | 2           | 0           | -               | -               | -               | -                 | -                 | -                 | -      | -      | -      | 14    | 2     | 0     |
| Sous-total            | Sous-total            | Sous-total            | 37          | 5           | 1           | 2               | 0               | 1               | 0                 | 0                 | 0                 | 0      | 0      | 0      | 39    | 5     | 2     |
| 2023-2024             | Le Havre AC           | Ligue 1               | 0           | 0           | 0           | 1               | 0               | 0               | -                 | -                 | -                 | -      | -      | -      | 1     | 0     | 0     |
| 2024-2025             | Le Havre AC           | Ligue 1               | 1           | 0           | 0           | 0               | 0               | 0               | -                 | -                 | -                 | -      | -      | -      | 1     | 0     | 0     |
| Sous-total            | Sous-total            | Sous-total            | 1           | 0           | 0           | 1               | 0               | 0               | 0                 | 0                 | 0                 | 0      | 0      | 0      | 2     | 0     | 0     |
| 2024                  | US Concarneau (prêt)  | Ligue 2               | 15          | 2           | 1           | -               | -               | -               | -                 | -                 | -                 | 2      | 2      | 0      | 17    | 4     | 1     |
| Sous-total            | Sous-total            | Sous-total            | 15          | 2           | 1           | 0               | 0               | 0               | 0                 | 0                 | 0                 | 2      | 2      | 0      | 17    | 4     | 1     |
| 2024-2025             | Pau FC (prêt)         | Ligue 2               | 29          | 4           | 2           | 1               | 0               | 0               | -                 | -                 | -                 | 3      | 0      | 0      | 33    | 4     | 2     |
| Sous-total            | Sous-total            | Sous-total            | 29          | 4           | 2           | 1               | 0               | 0               | 0                 | 0                 | 0                 | 3      | 0      | 0      | 33    | 4     | 2     |
| Total sur la carrière | Total sur la carrière | Total sur la carrière | 138         | 14          | 7           | 5               | 0               | 1               | 0                 | 0                 | 0                 | 5      | 2      | 0      | 148   | 16    | 8     |

### Liste des matchs internationaux

#### Buts internationaux
| 0   | Date         | Lieu                        | Compétition  | Résultat | Adversaire | Détail | Détail | Sél. |
| --- | ------------ | --------------------------- | ------------ | -------- | ---------- | ------ | ------ | ---- |
| 1er | 21 mars 2024 | Stade Roi-Abdallah, Djeddah | Match amical | V 6-0    | Vanuatu    | 8e     | 2-0    | 1er  |
| 2e  | 25 mars 2024 | Stade Roi-Abdallah, Djeddah | Match amical | V 5-1    | Bermudes   | 52e    | 3-1    | 2e   |